# Горнет-Кріков
Горнет-Кріков (рум. Gornet-Cricov) — село у повіті Прахова в Румунії. Входить до складу комуни Горнет-Кріков.
Село розташоване на відстані 71 км на північ від Бухареста, 23 км на північний схід від Плоєшті, 144 км на захід від Галаца, 81 км на південний схід від Брашова.

## Населення
За даними перепису населення 2002 року у селі проживали 424 особи, усі — румуни. Усі жителі села рідною мовою назвали румунську.